# 大塚雅春
大塚雅春（おおつか　まさはる、1917年3月12日‐2000年5月1日）は、日本の小説家・歌人。

## 人物・来歴
高知県土佐山田町生まれ。本名・忠雄。1934年高知県立高知工業高等学校卒業。1949年大衆文芸賞受賞、長谷川伸主宰の「大衆文芸」でデビュー。歴史小説・時代小説を書いた。妻は歌人の大塚布見子で、妻の主宰する歌誌「サキクサ」に参加した。孫は劇団アマヤドリの女優・大塚由祈子。

## 著書
- 『剣魔』和同出版社 1955
- 『緋牡丹狂乱』和同出版社 1955
- 『神陰流武芸帳』和同出版社, 1957
- 『姫恋夜叉』和同出版社, 1957
- 『柳生十兵衛』和同出版社 1957 のち春陽文庫
- 『盗賊大将』和同出版社 1958  のち春陽文庫
- 『忍法大名』東都書房 1966
- 戦国ロマンシリーズ　集英社・コンパクト・ブックス、1966

第1『戦国黒潮秘帖』
第2『戦国野火の女』
第3『戦国流転獅子』
第4『戦国お茶々さま』
第5『戦国生々慕情』
第6『戦国乱れ雲』
- 『花の義経』潮出版社 1968
- 『風雲武田武士』潮出版社, 1968
- 『鎌倉の人々』潮出版社、1969（北条政子・北条時宗）
- 『歴史風土記』潮新書 1970
- 『熱原物語』潮出版社, 1970  （日蓮の門弟が受けた熱原法難）
- 『阿仏房と千日尼』潮出版社, 1970
- 『四条金吾の妻』潮出版社, 1971
- 『女忍秘抄』春陽文庫 1971
- 『小説天英院』潮出版社,1974.4
- 『大学三郎とその妻』潮出版社 1976
- 『平左衛門尉一族の最期』潮出版社, 1979.11
- 『冬雁 歌集』短歌新聞社(サキクサ叢書) 1991
- 『秀歌鑑賞』短歌新聞社(サキクサ叢書)　1993
- 『小説日蓮』鳥影社 1997.12
- 『山桃 歌集』短歌新聞社(サキクサ叢書) 1998
- 『幼かりし日』中央公論事業出版 1999.7
- 『布見子の歌百首』短歌新聞社 2003.10